# Leichtathletik-Europameisterschaften 2010/Teilnehmer (Luxemburg)
Luxemburg meldete einen Sportler für die Leichtathletik-Europameisterschaften 2010 (27. Juli bis 1. August in Barcelona).
| Wettbewerb | Männer                         | Frauen |
| ---------- | ------------------------------ | ------ |
| 800 m      | Christophe Bestgen (30. Platz) |        |